# بنجامين إس. دبليو. كلارك
بنجامين إس. دبليو. كلارك (بالإنجليزية: Benjamin S. W. Clark)‏ هو سياسي أمريكي، ولد في 27 مايو 1829 في مقاطعة فرانكلن في الولايات المتحدة، وتوفي في 19 أكتوبر 1912 في مالون في الولايات المتحدة.